# Loharu
Loharu è una città dell'India di 11.421 abitanti, situata nel distretto di Bhiwani, nello stato federato dell'Haryana. In base al numero di abitanti la città rientra nella classe IV (da 10.000 a 19.999 persone).

## Geografia fisica
La città è situata a 28° 26' 60 N e 75° 49' 0 E e ha un'altitudine di 261 m s.l.m..

## Società

### Evoluzione demografica
Al censimento del 2001 la popolazione di Loharu assommava a 11.421 persone, delle quali 5.993 maschi e 5.428 femmine. I bambini di età inferiore o uguale ai sei anni assommavano a 1.934, dei quali 1.026 maschi e 908 femmine. Infine, coloro che erano in grado di saper almeno leggere e scrivere erano 6.330, dei quali 3.960 maschi e 2.370 femmine.